# Catamixis baccharoides
Catamixis baccharoides là một loài thực vật có hoa trong họ Cúc. Loài này được Thomson mô tả khoa học đầu tiên.